# KV35
| KV35                        | KV35                     |
| --------------------------- | ------------------------ |
| アメンホテプ2世の墓         |                          |
| 王族ミイラの管理部屋        |                          |
| KV35                        |                          |
| 座標                        | 25°44′23.6″N32°36′0.50″E |
| Location                    | 王家の谷東部             |
| 発見                        | 1898年3月9日             |
| 発見者                      | ヴィクトール・ロレ       |
| ← 前の墓 KV34 次の墓 → KV36 |                          |

KV35は、エジプトのルクソールにある王家の谷にある、古代エジプトのファラオ、アメンホテプ2世の墓。

## 墓の設計
墓は「犬の脚」のような形をしており、これはエジプト第18王朝前期によく見られる形状である。 が、いくつかの特徴がこの墓を際立たせている。
埋葬室は長方形で、上部と下部の柱状部分に分かれており、下部には王の石棺がある。このスタイルの埋葬室は、後の新王国時代の王室の埋葬の際に標準的なものになった。

## 遺物とミイラ
元々はアメンホテプ2世の墓であったが、その広さによって盗賊一家の「財宝の隠し場所」として使われた。また、エジプト第20王朝〜21王朝時代に歴代ファラオのミイラ管理が一斉に行われ、この王墓はミイラの管理場所として使用されてきた。1898年、ヴィクトール・ロレによって墓が発見された際、元々の被葬者であるアメンホテプ2世の他に、十数体の王族のミイラが置かれていた。
以下は身元が判明している王族のミイラである。
- アメンホテプ2世（彼の石棺に入って見つかったこの墓の所有者）
- トトメス4世(第18王朝8代ファラオ)
- アメンホテプ3世(第18王朝9代ファラオ)
- メルエンプタハ(第19王朝4代ファラオ)
- セティ2世(第19王朝6代ファラオ)
- サプタハ(第19王朝7代ファラオ)
- ラムセス4世(第20王朝3代ファラオ)
- ラムセス5世(第20王朝4代ファラオ)
- ラムセス6世(第20王朝5代ファラオ)
- ティイ(アメンホテプ3世の妻であり、ツタンカーメンの祖母にあたる。2010年にDNA鑑定で身元が特定された)
- アメンホテプ2世の息子。ウェベンセヌウ、またはアメンホテプ3世とティイの長男であトトメスとして特定された王子
- 若い方の淑女(通称Younger Lady.略称はKV35YL)
- このうち、ティイ王妃のミイラ、王子のウェベンセヌウと思われるミイラ、若い方の淑女のミイラは床に並べて置かれていた。

2003年6月に英国のエジプト学者、ジョアン・フレッチャーによってネフェルティティであると主張された若い方の淑女に対し、エジプトの考古学者でありカイロ博物館長であるザヒ・ハワスはそれがキヤのミイラであると考えていた。また、このミイラは男性であるという臆測も飛び交ったが、2010年のDNA鑑定の結果、このミイラは女性であり、ツタンカーメンの母親であり、アメンホテプ3世とティイの娘であると判明した。彼女はアメンホテプ4世(別名アクエンアテン、ツタンカーメンの父親)の姉妹であり、妻である。しかし、彼女の名前は不明のままであり、彼女がネベティア、又はベケトアテンのどちらかであるとされる。
セトナクト(又はタウセルト女王(エジプト第19王朝8代ファラオ))の名前が刻まれた棺の蓋(ひっくり返されて置かれていた)の中にいた『船の中のミイラ』こと「Unknown Woman D」
別の墓から、タウセルト女王と思われる老女のミイラが発見されているため、船の中のミイラはセトナクトのミイラだとされる。しかし、セトナクトの統治が短かったことや、蓋に書かれた説明書きとミイラの性別が一致しないことや、セトナクトの統治期の資料がとても少ないことで、このミイラの身元は不明のままである。さらに20世紀初頭、このミイラは損壊されてしまったため、更に謎が深まってしまった。
更に井戸の中に2つの頭蓋骨が見つかり、上記の「若い方の淑女」と一緒に身元不明の腕が発見された。